# Hévízgyörk
Hévízgyörk is een plaats (község) en gemeente in het Hongaarse comitaat Pest. Hévízgyörk telt 3043 inwoners (2001).